# Georg Spöttle
Georg Spöttle (Budapest, ?) nyugállományú katona, külpolitikai újságíró, biztonságpolitikai szakértő, 2018 óta a Nézőpont Intézet munkatársa. Gyakran járt Magyarországon korábban is, de 2016 eleje, németországi munkája lezárása óta Magyarországon él.

## Élete
Húszévi, a Bundeswehrnél, valamint a Német Szövetségi Nyomozó Hivatalnál eltöltött szolgálat után szerelt le. Saját állítása a német katonai elhárításnak is dolgozott. A német hadsereg nyugalmazott hadnagya, terrorizmus-szakértő. Hosszú időt töltött háborús övezetekben.
Már Magyarországra költözése után felajánlotta együttműködését, közel-keleti ismereteit és kapcsolatait a CIA és a Moszad számára is, azonban nem tartottak igényt a szolgálataira és értesítették a magyar partnereiket. A magyar szolgálatok ekkor alaposabban megvizsgálták személyét, és olyan információkat tártak fel, amelyek alapján nem tartották alkalmasnak az együttműködésre. Egy volt magyar titkosszolga ezzel kapcsolatban azt állította, hogy a magyar szolgálatok Spöttlét a kezdetektől egy komolytalan, szakmaiatlan, összeesküvés-elméletekben hívő figurának tartották.
Hobbija a sport, ejtőernyőzik és könnyűbúvárkodik.

## Munkássága
Magyarországon eleinte nagyrészt Németország-szakértőként tevékenykedett. A Spiegel gúnyolódó hangvételű cikket közölt róla emiatt, felemlegetve, hogy Magyarországon az a német–magyar kettős állampolgár Georg Spöttle magyarázza meg Németországot, aki az 1990-es években még ufószakértőként vált ismertté.
Az orosz–ukrán háború kitörése után egyértelműen állást foglal az orosz agresszió mellett. 2022 őszén Spöttle az Ultrahang podcastban kijelentette: „én nem rejtem véka alá a nézeteimet, én ebben a háborúban maximálisan Oroszországot támogatom.”

## Közszereplés
Kiterjedt publicisztikai szereplése ellenére nem tekinti magát közszereplőnek, így a kommunista rezsim titkosszolgálati iratait őrző Állambiztonsági Szolgálatok Történeti Levéltárában esetlegesen róla őrzött iratok megtekintését letiltotta.

## Orosz titkosszolgálati kapcsolatok
2025 júniusában a Direkt36.hu feltárta, hogy még 2024 második félévében egy nemzetbiztonsági átvilágítás során kiderült: Spöttle kapcsolatban áll az orosz titkosszolgálatokkal. A nemzetbiztonsági rutineljárás célpontja nem ő volt, hanem egy általa a Külügyminisztériumba diplomataképzésre ajánlott személy, akinek Spöttle egyengette a karrierjét, próbálta őt kormányzati kapcsolatai révén diplomata álláshoz segíteni. Az illető azonban a biztonsági átvilágításon éppen Spöttle titkosszolgálati érintettsége miatt bukott meg.
A Direkt36 cikkében foglaltakat a Miniszterelnöki Kabinetiroda cáfolta azzal, hogy „Georg Spöttle átvilágítását semmilyen kormányzati szerv nem rendelte meg, átvilágításával a nemzetbiztonsági szolgálatok ilyen formában nem foglalkoztak”.
A nemzetbiztonsági vizsgálat ténye és eredménye csak azért kerülhetett nyilvánosságra, mert Spöttle a döntés ellen megpróbálta mozgósítani politikai és kormányzati kapcsolatait, és így a hír elterjedt.
A sajtóhoz eljutott Spöttle levelezése is Oleg Szmirnov budapesti orosz katonai attaséval, akinek a közreműködésével 2024-ben elutazott egy moszkvai konferenciára. Hazaérkezése után Spöttle még intenzívebben publikált az orosz–ukrán háborúról, orosz nézőpontból. Interjút közölt Marija Zaharova orosz külügyi szóvivővel a PestiSrácok.hu csatornáján, rendszeresen szerepelt a Hit Gyülekezetéhez közel álló Ultrahang YouTube-csatornán és sok más kormányközeli portálon. A Hír TV-ben egyik anyaga ezt a címet kapta: „Georg Spöttle: Transznemű katonákat és tinédzsereket is besoroznának az ukránok”.
Az orosz nagykövetség által hivatalosan terjesztett angol nyelvű propagandaanyagokat újságírók mesterséges intelligencia segítségével összehasonlították Spöttle írásaival, és nagyfokú egyezéseket találtak. („A háborút a Nyugat provokálta ki; Ukrajna nem autonóm, csak eszköz; Zelenszkij a Nyugat bábja; a Nyugat kizsákmányolja Ukrajnát és a katonai támogatással csak meghosszabbítják az ukránok szenvedését”).
Spöttle állításai részben túlmennek a magyar kormánypárti sajtó propagandáján is. Követeli Ukrajna demilitarizálását és „nácitlanítását”, és azzal támadja a NATO-t hogy fenyegeti Oroszországot, célja a katonai konfrontáció.